# برت گودمن
برت گودمن (انگلیسی: Bert Goodman; ۳ سپتامبر ۱۸۹۰ – ۷ دسامبر ۱۹۵۹) بازیکن فوتبال اهل بریتانیا بود.
از باشگاه‌هایی که در آن بازی کرده‌است می‌توان به باشگاه فوتبال مارگیت، باشگاه فوتبال چارلتون اتلتیک، باشگاه فوتبال هارینگی بورو، باشگاه فوتبال تاتنهام هاتسپر، باشگاه فوتبال گیلینگام، باشگاه فوتبال گیلفورد سیتی، باشگاه فوتبال مایدستون یونایتد، و باشگاه فوتبال لیتون اورینت اشاره کرد.